# Stenocranus harimensis
Stenocranus harimensis är en insektsart som beskrevs av Matsumura 1935. Stenocranus harimensis ingår i släktet Stenocranus och familjen sporrstritar. Inga underarter finns listade i Catalogue of Life.